# Cyathophorella japonica
Cyathophorella japonica är en bladmossart som först beskrevs av Brotherus in Cardot, och fick sitt nu gällande namn av Brotherus 1921. Cyathophorella japonica ingår i släktet Cyathophorella, klassen egentliga bladmossor, divisionen bladmossor och riket växter. Inga underarter finns listade i Catalogue of Life.